# Estancia Chica
Estancia Chica är en ort i kommunen Otzoloapan i delstaten Mexiko i Mexiko. Samhället hade 183 invånare vid folkräkningen år 2020.